# جيل باتون والش
جيل باتون والش (بالإنجليزية: Jill Paton Walsh)‏ (29 أبريل 1937 - أكتوبر 2020)، هي كاتِبة وروائية، وكاتبة للأطفال من المملكة المتحدة.

## الجوائز
- نيشان الامبراطورية البريطانية من رتبة قائد
- جائزة نستله لكتب الأطفال [الإنجليزية]‏
- جائزة نستله لكتب الأطفال [الإنجليزية]‏
- جائزة فينكس [الإنجليزية]‏
- زميل في الجمعية الملكية للأدب

## روابط خارجية
- جيل باتون والش على موقع IMDb (الإنجليزية)